# Robert Jones (kompozytor)
Robert Jones (ur. około 1570, zm. 1615) – angielski kompozytor i lutnista okresu renesansu.

## Życiorys
Studiował na Uniwersytecie Oksfordzkim, gdzie w 1597 roku uzyskał stopień bakałarza. O jego działalności wiadomo niewiele. W 1610 roku otrzymał wraz z trzema innymi muzykami patent na założenie Children of the Revells of the Queene, szkoły mającej zajmować się artystycznym kształceniem dzieci. W 1615 roku uzyskał pozwolenie na budowę dla szkoły teatru, który jednak nie został zrealizowany z powodu zastrzeżeń władz miejskich.
Wydał 5 zbiorów pieśni na głos z akompaniamentem lutni (1600, 1601, 1605, 1607, 1610), a także księgę madrygałów (1605). Był krytykowany przez współczesnych za braki warsztatowe swoich kompozycji.